# Kościół św. Mateusza Apostoła w Bądkowie
Kościół świętego Mateusza Apostoła – rzymskokatolicki kościół parafialny należący do parafii pod tym samym wezwaniem (dekanat bądkowski diecezji włocławskiej).
Świątynia została wzniesiona około 1312 roku, z tego czasu pochodzi część wschodnia (dawne: zakrystia, prezbiterium i nawa główna). W latach 1913–1921 Kościół został rozbudowany w stylu neogotyckim według projektu Jarosława Wojciechowskiego – od strony zachodniej została dobudowanoa nawa i wieża, średniowieczna nawa główna została przekształcona na prezbiterium, natomiast prezbiterium i zakrystia w zakrystię. W dniu 31 lipca 1921 roku kościół został konsekrowany przez biskupa Wojciecha Owczarka.
Budowla jest orientowana, znajduje się na niewielkim wzniesieniu w północnej części wsi. Jest otoczona starymi nasadzeniami i kamiennym murem. Świątynia posiada jedną nawę dwa przęsła, wieża jest umieszczona na osi, prezbiterium jest dwuprzęsłowe (dawniej była to nawa), zakrystia jest sześciokątna (dawniej było to prezbiterium), kościół posiada także małą dobudówkę (dawniej była to zakrystia). Świątynia została zbudowana na fundamencie ceglano-kamiennym, mury zewnętrzne są ceglane w wątku wendyjskim (część w stylu gotyckim) i polskim (część w stylu neogotyckim). We wnętrzu ściany są otynkowane i pokryte polichromią. Dawna zakrystia jest nakryta sklepieniem kolebkowym, dawne prezbiterium – sklepieniem pozornym, dawna nawa – kolebkowo-krzyżowym, nawa – kolebkowo-krzyżowym opartym na przyściennych filarach. Elewacja frontowa została zbudowana w latach 1912–1920, pośrodku znajduje się portal między dwoma kolumnami z piaskowca i z trójkątnym szczytem. Nad nim jest umieszczony wielouskokowy oculus nawiązujący do tradycji rozet w architekturze gotyku. Na osi portalu znajduje się dwukondygnacyjna, ośmiokątna wieża zakończona ceglanym gzymsem arkadowym i uskokowym dachem namiotowym.